# Carl Jutz
Carl Jutz (né le 22 septembre 1838 à Windschläg, aujourd'hui dans Offenbourg ; mort le 31 août 1916 à Pfaffendorf, aujourd'hui quartier de Coblence) est un peintre animalier badois.

## Biographie
Son père est cordonnier à Windschläg. En 1845, la famille s'installe près de Beuren, aujourd'hui rattaché à Baden-Baden. En 1853, son père émigre seul aux États-Unis. Le fils rencontre le peintre néerlandais August Knip qui l'initie à la peinture animalière.
En 1861, il vient à Munich, fait la connaissance de Ludwig Willroider et d'Anton Braith, et se consacre à ce genre de peinture. Il ne s'inscrit pas dans une académie. Au cours de ses voyages, il fréquente les peintres de l'école de Düsseldorf et s'installe dans cette ville en 1867. Il passe les dix dernières années de sa vie à Pfaffendorf.
Jutz est un peintre très apprécié de son temps. Outre l'Allemagne, il est présenté à l'exposition universelle de 1867 à Paris et en Australie. Ses œuvres sont des commandes notamment d'Angleterre et des États-Unis mais aussi pour les musées allemands.
Le sujet le plus représenté par Jutz est la volaille dans la basse-cour. Il peint des groupes avec précision avec des couleurs intenses et frappantes. Par ailleurs, il peint parfois d'autres animaux et des paysages du pays de Bade.
Son fils Carl Ernst Bernhard Jutz sera un peintre paysagiste.

## Source, notes et références
- (de) Cet article est partiellement ou en totalité issu de l’article de Wikipédia en allemand intitulé « Carl Jutz » (voir la liste des auteurs).